# Verzet tegen deportaties van Joden in Antwerpen

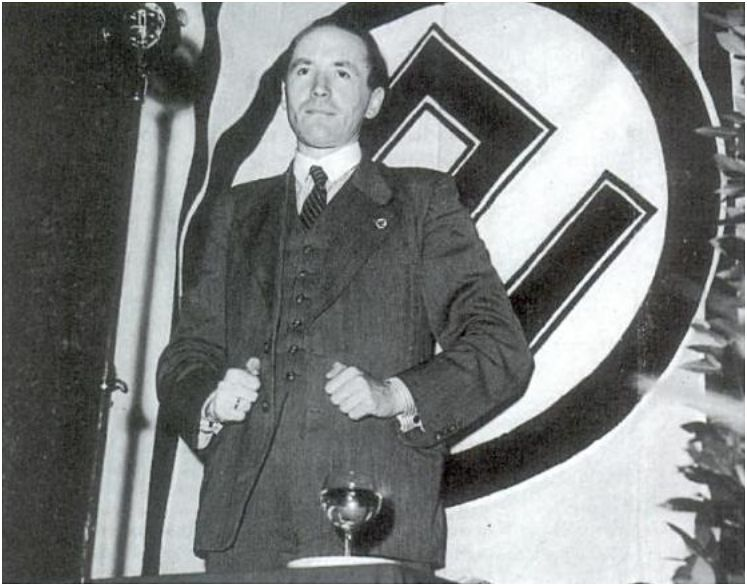
René Lambrichts op 17 juli 1942

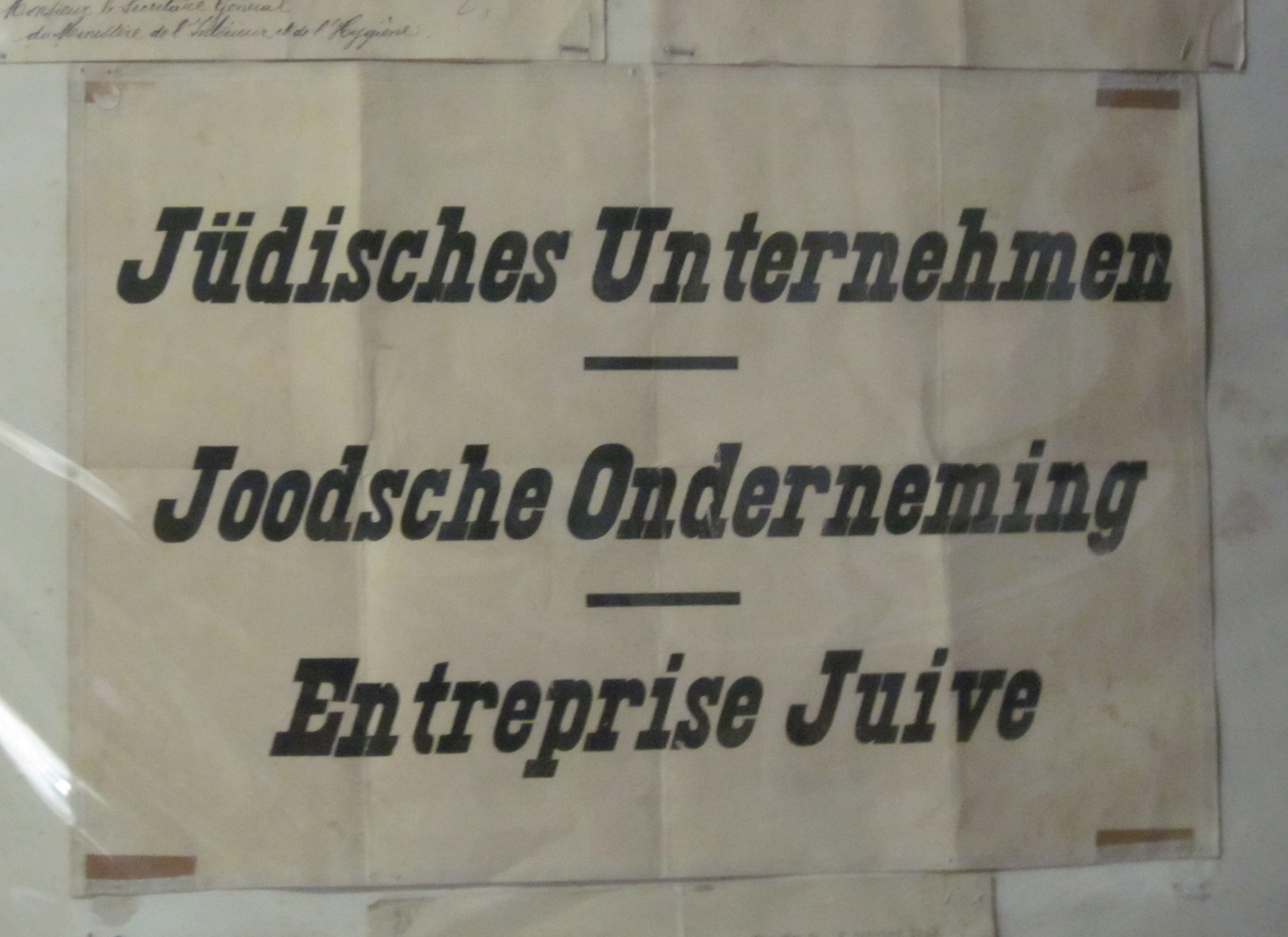
Drietalig aanplakbiljet aan een bedrijf met Joodse eigenaars

Het verzet tegen deportaties van Joden in Antwerpen was een episode tijdens de Tweede Wereldoorlog in de Belgische stad Antwerpen waarbij onder meer leden van Joodse organisaties, inwoners van Antwerpen en de Rooms-Katholieke Kerk zich verzetten tegen deportaties van Antwerpse Joden naar de vernietigingskampen van nazi-Duitsland.

## De Joden in Antwerpen
Was het aantal Joden voor de Eerste Wereldoorlog klein en van Nederlands-Duitse oorsprong, dan nam hun aantal tijdens het interbellum toe als gevolg van armoede en vervolging, voornamelijk in Polen en de Sovjet-Unie. Men schat hun aantal op 66 000 als gevolg van de toename vanaf 1938 door de vlucht van Duitse en Oostenrijkse Joden. Voor het begin van de oorlog op 10 mei 1940 hadden amper 4000 Joden in Antwerpen de Belgische nationaliteit. De Joden waren voor het grote gedeelte actief als zelfstandige en gezien hun diverse afkomst waren ze amper georganiseerd. De organisaties die bestonden hadden vooral Belgische Joden als lid. Hun sterk gegroeid aantal gaf aanleiding tot racisme, meestal tegen niet-Belgische Joden, door leden van de groepering Volksverwering onder leiding van advocaat René Lambrichts. Dit wordt bijvoorbeeld duidelijk in het volgende citaat:

[Joden zijn] een door schande, laagheid en onzedelijkheid erfelijk besmette parasietengroep, waarvan de invloed restloos moest gebroken worden. Zij moeten uit ons volk gesneden worden en hun wereldheerschappij moet voor altijd gefnuikt worden.
— “Zijn de joden slecht door reactie?”, Volksverwering, 4 april 1937

## Na 10 mei 1940
Toen het Duitse leger de Belgische grens overstak nam een groot aantal Joden zowel als Belgen de vlucht naar Frankrijk. De Belgische staat had intussen al 8000 Joden van Duits-Oostenrijkse afkomst die verdacht waren van sympathieën met de vijand aangehouden en naar Frankrijk gedeporteerd. 6000 van hen werden in de loop van de oorlogsjaren toch via kamp Drancy naar Auschwitz gebracht. De anderen kwamen na geruststellende berichten over het gedrag van de Duitse soldaten terug naar België. Tijdens de eerste twee oorlogsjaren liet niets vermoeden dat hun leven in gevaar zou komen. Wat wel in die richting wees was de verordening van 28 oktober 1940 die bepaalde wie Jood was en terugkeer verbood aan wie was gevlucht. Meer argwaan wekte het Jodenregister waarin alle Joden ouder dan vijftien zich moesten laten opschrijven en de verplichte tewerkstelling van de buitenlandse Joden in de Limburgse steenkoolmijnen van december 1940 tot juli 1941. Op 31 mei 1941 volgde het verbod om handel met hen te drijven en Belgische Joden werden uitgesloten van functies binnen openbare diensten, het onderwijs, het gerecht, de medische sector en de pers. Om nog meer zicht te krijgen stichtte de bezetter de Jodenvereniging in België, de zogenaamde Jodenraad op 25 november 1941.
In Antwerpen richtten in juni 1941 Jos Van Eynde, senator Edward Van Eyndonck, Louis Major en Ward Coens het sluikblad De Werker op, zoals dat ook gebeurde in andere steden in België.
Tot hiertoe hadden de meeste Belgen nog geen partij gekozen maar dat veranderde bij de invoering van het verplicht dragen van de Jodenster op 27 mei 1942. De discriminatie van deze bevolkingsgroep werd voor iedereen zichtbaar en de weerstand tegen hun behandeling groeide toen een Antwerpse synagoge brutaal werd vernield door nazi-collaborateurs, onder het goedkeurend oog van de bezetter en van Antwerpse politieagenten. Agitatie door de Anti-Joodse Centrale, gegroeid uit de vooroorlogse Volksverwering, zorgde voor een verbod van toegang tot bioscopen, toneelzalen en parken. Anti-joodse rellen waren er bij de synagoge in de Van Den Nestlei in Antwerpen.
De Belgische overheid had loyaal meegewerkt aan de uitvoering van deze maatregelen. Zolang er niet echt geraakt werd aan de Belgische Joden sloot men de ogen. Af en toe reageerde men tegen de uitsluiting uit openbare ambten maar zonder veel ophef. De bezetter besefte dat acties tegen Joden op weinig steun konden rekenen bij de Belgen.

## De deportaties en het verzet
Men had de invoering van de Jodenster in maart 1942 uitgesteld en liet de Belgische Joden in het begin ongemoeid. In Brussel konden de Duitsers op minder hulp van de Belgische overheid rekenen dan in Antwerpen, waar er nauwlettend op werd toegekeken dat Joden hun Jodenster droegen. Op 20 mei 1941 nam het Antwerps stadsbestuur voor de registratie van Joden tijdelijk een veertigtal bedienden aan die 13.005 Joden registreerden. Eind juli 1942 kwamen de eerste deportaties op gang. De Jodenvereniging in België deelde de kaarten voor tewerkstelling uit en de eerste Joden meldden zich op 27 juli in de Kazerne Dossin te Mechelen.
Omdat de spontane aanmelding weinig succes kende, brak een jacht op Joodse families uit. Dat effende voor velen de weg naar het verzet, naast gehate maatregelen zoals de verplichte tewerkstelling in Duitsland. Antwerpen kende vier grote razzia's in 1942:
1. 15 en 16 augustus 1942: 845 gedeporteerde gearresteerden
2. 28 en 29 augustus 1942: 983 gedeporteerde gearresteerden
3. 11 en 12 september 1942: 679 gedeporteerde gearresteerden
4. 22 tot 25 september 1942: 760 gedeporteerde gearresteerden

Leden van de Witte Brigade hielpen Joden onderduiken of brachten hen naar het veiligere platteland. De aanwezigheid van een sterke Duitse legermacht in en rond Antwerpen, had de verzetsbewegingen door talrijke arrestaties verzwakt, vooral vanaf eind 1943. Toen een voorman van de Witte Brigade werd aangehouden, die later wist te ontsnappen, vond men een ledenlijst. 58 personen werden naar Duitse kampen gevoerd waarvan er 39 niet overleefden.
Tijdens de razzia van 14-15 januari 1944 werden 62 politieagenten uit Deurne gearresteerd vanwege de hulp die ze geboden hadden aan Joden tijdens razzia's in 1942. De hoofdcommissaris kwam vrij na veertig dagen, zijn vrouw na drie maanden. Van de 59 gedeporteerden overleefden er 42 de oorlog niet.
Dankzij de hele kerkelijke infrastructuur konden een groot aantal voortvluchtige joden aan de nazi-vervolgingen ontkomen. Van de meer dan 500 geestelijken die werden aangehouden bekochten er vijfentachtig hun
inzet met het leven. Zo'n 25.000 Joden uit België werden vermoord tijdens de Holocaust. In Antwerpen werd 65,88 % slachtoffer van de Endlösung, een getal dat bijna tweemaal zo hoog is dan dat van andere Belgische steden zoals Brussel, Luik en Charleroi.

## Antwerpen anno 2018
De Joodse gemeenschap van Antwerpen is met ongeveer 20.000 leden een van de grootste in Europa en Joods Antwerpen is een van de laatste plaatsen op de wereld waar het Jiddisch de eerste taal is. Ongeveer 95% van de Joodse kinderen krijgt een Joodse opvoeding. Er zijn 5 Joodse kranten en 45 synagogen in België.
Vijfenzeventig jaar na de gebeurtenissen doet een wetenschappelijke commissie in 2018 enkele voorstellen om de groeiende consensus onder de inwoners van de zwaarst getroffen stad van België uit te drukken via een op te richten monument voor alle slachtoffers om zo de Antwerpenaars te verzoenen met hun verleden.